# Niek Baar
Niek Baar (Rotterdam, 1991) is een Nederlandse violist. In januari 2018 won Baar het Nationaal Vioolconcours Oskar Back. 
Baar was finalist van het Internationaler Johann-Sebastian-Bach-Wettbewerb, het International Bach Concours in London en het Davina van Wely Vioolfestival en Prinses Christina Concours. Ook werd hem in 2015 de Kersjes van de Groenekan Prijs toegekend en de Grommek Prijs tijdens het Kronberg Festival in Duitsland.
Baar begon op achtjarige leeftijd met vioollessen bij Merle Hunnego. Daarna vervolgde hij zijn studie aan het Koninklijk Conservatorium (Den Haag) bij Mireille van der Wart, Peter Brunt en Philippe Graffin, waar Baar cum laude afstudeerde. Hierna studeerde Baar verder aan de Hochschule für Musik „Hanns Eisler“ Berlijn bij Stephan Picard, waar Baar met hoogst mogelijke cijfers afstudeerde. Verdere lessen volgden van Christoph Poppen in München.
Baar vormt een duo met pianist en eerste prijswinnaar van het ARD-concours Benjamin Kim.
Baar bespeelt een viool gebouwd door Carlo Bergonzi uit het jaar 1729, hem in bruikleen gegeven door de Tjardus Greidanus Stichting te Amsterdam.